# Городники (Сім'ятицький повіт)

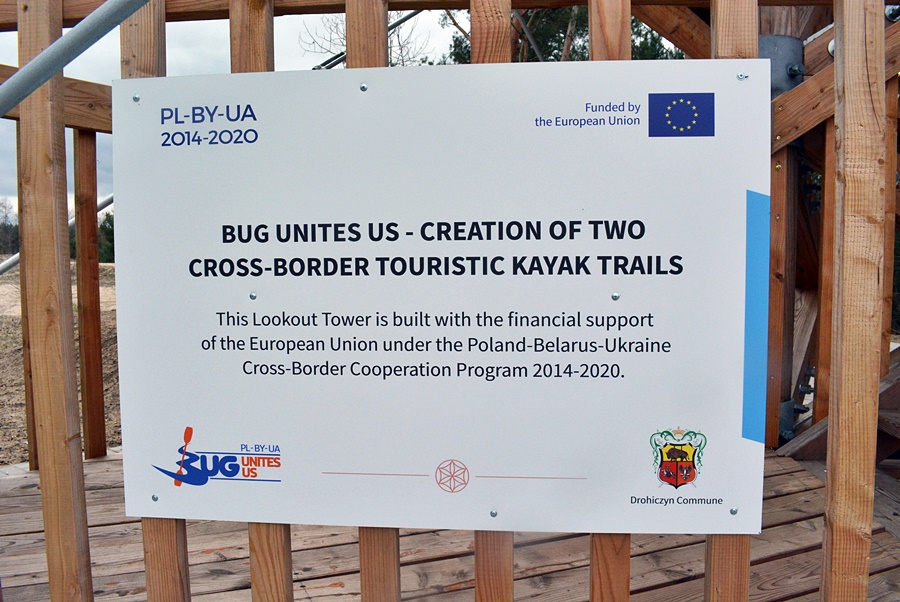
Городники інформаційна таблиця біля Вежи

Городники (Оґродники, пол. Ogrodniki) — село в Польщі, у гміні Сім'ятичі Сім'ятицького повіту Підляського воєводства. Населення — 169 осіб (2011).

## Назва

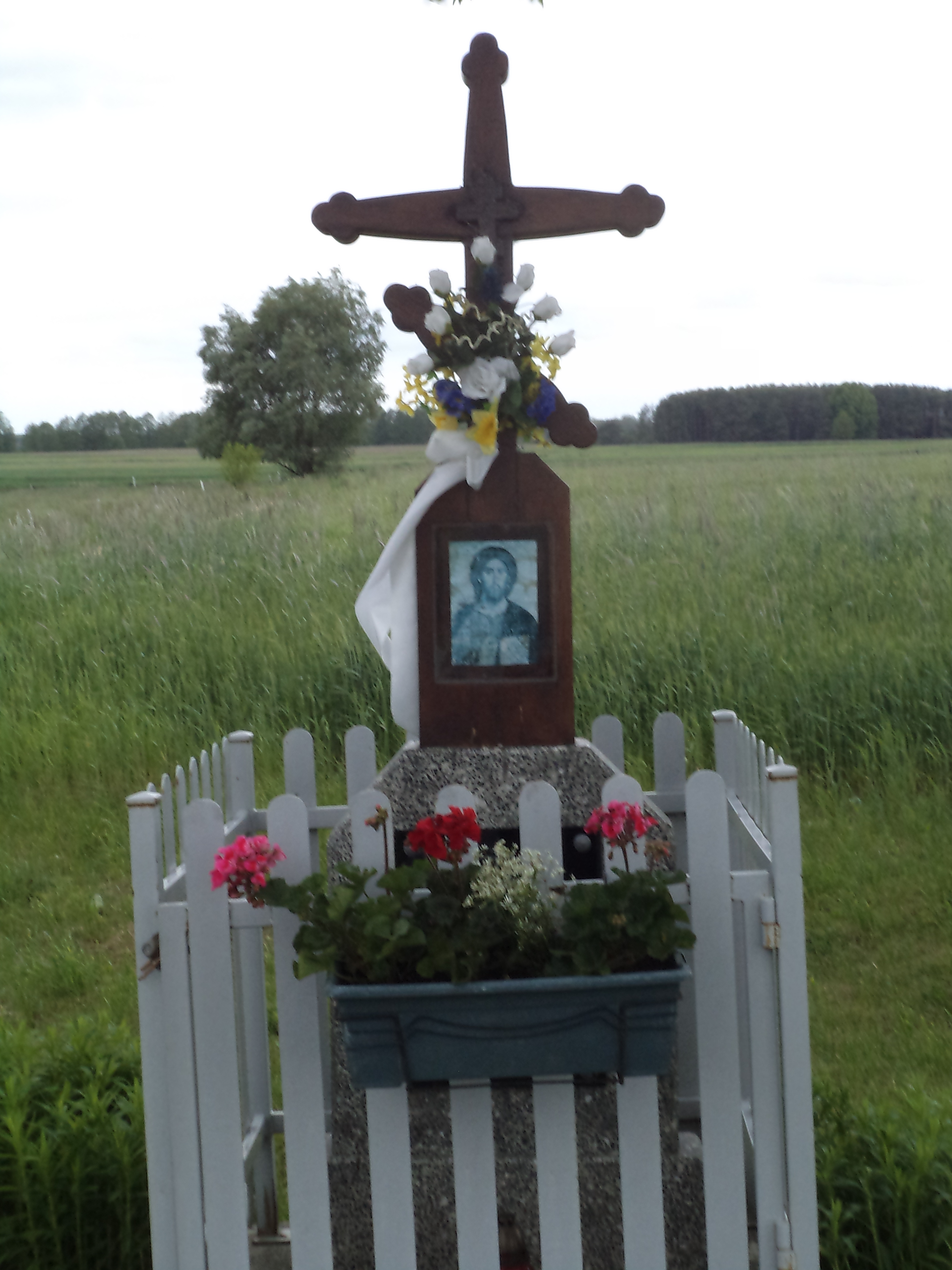
Городники - хрест за здоров'я жителів села.

Колишні назви — Слохи, Слохи-Городники.

## Історія
Засноване в XV столітті.
У 1975—1998 роках село належало до Білостоцького воєводства.

## Демографія
Демографічна структура станом на 31 березня 2011 року:
|          | Загалом | Допрацездатний вік | Працездатний вік | Постпрацездатний вік |
| -------- | ------- | ------------------ | ---------------- | -------------------- |
| Чоловіки | 84      | 15                 | 54               | 15                   |
| Жінки    | 85      | 13                 | 43               | 29                   |
| Разом    | 169     | 28                 | 97               | 44                   |

## Галерея

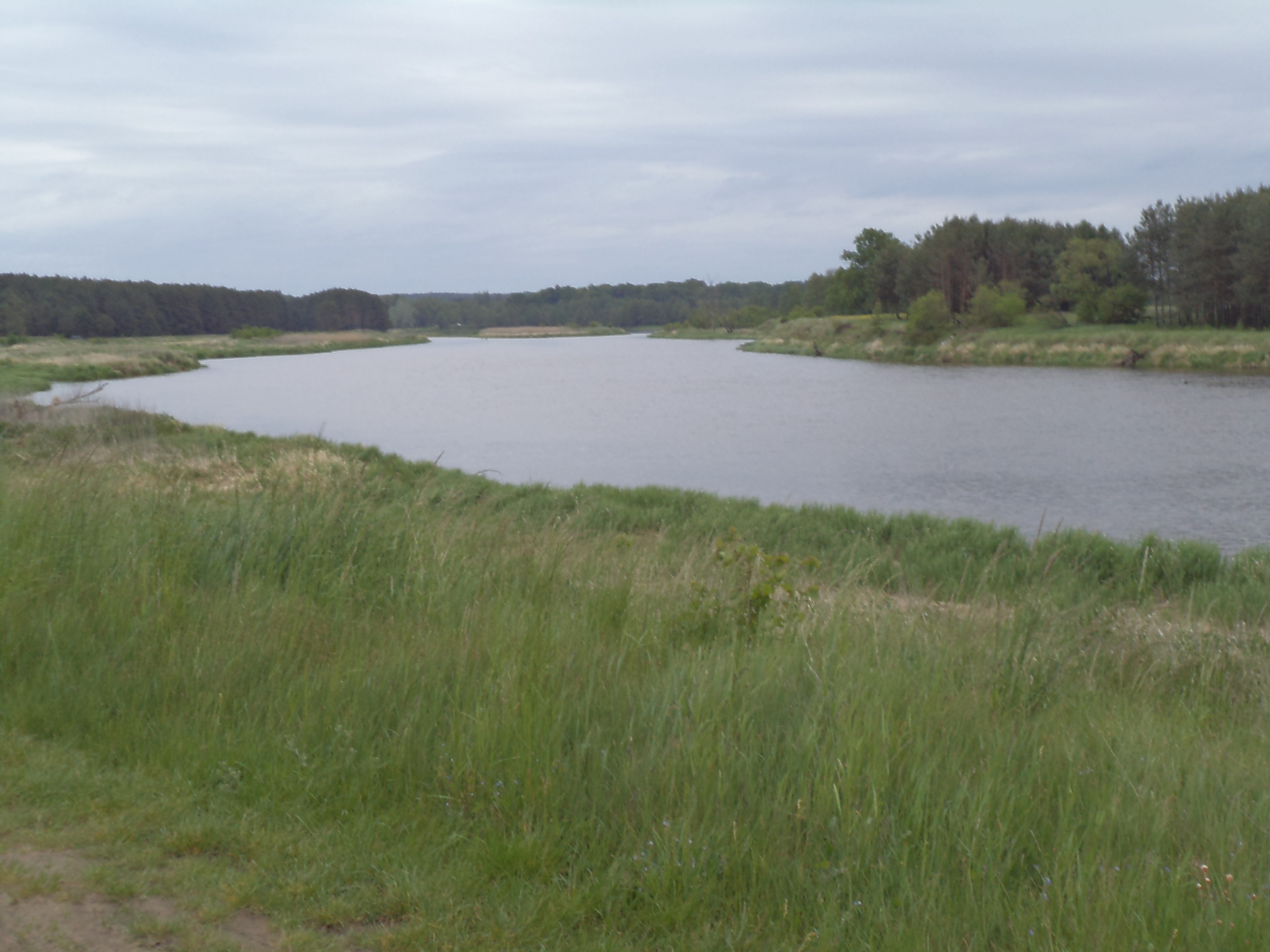
Городники - річка Буг
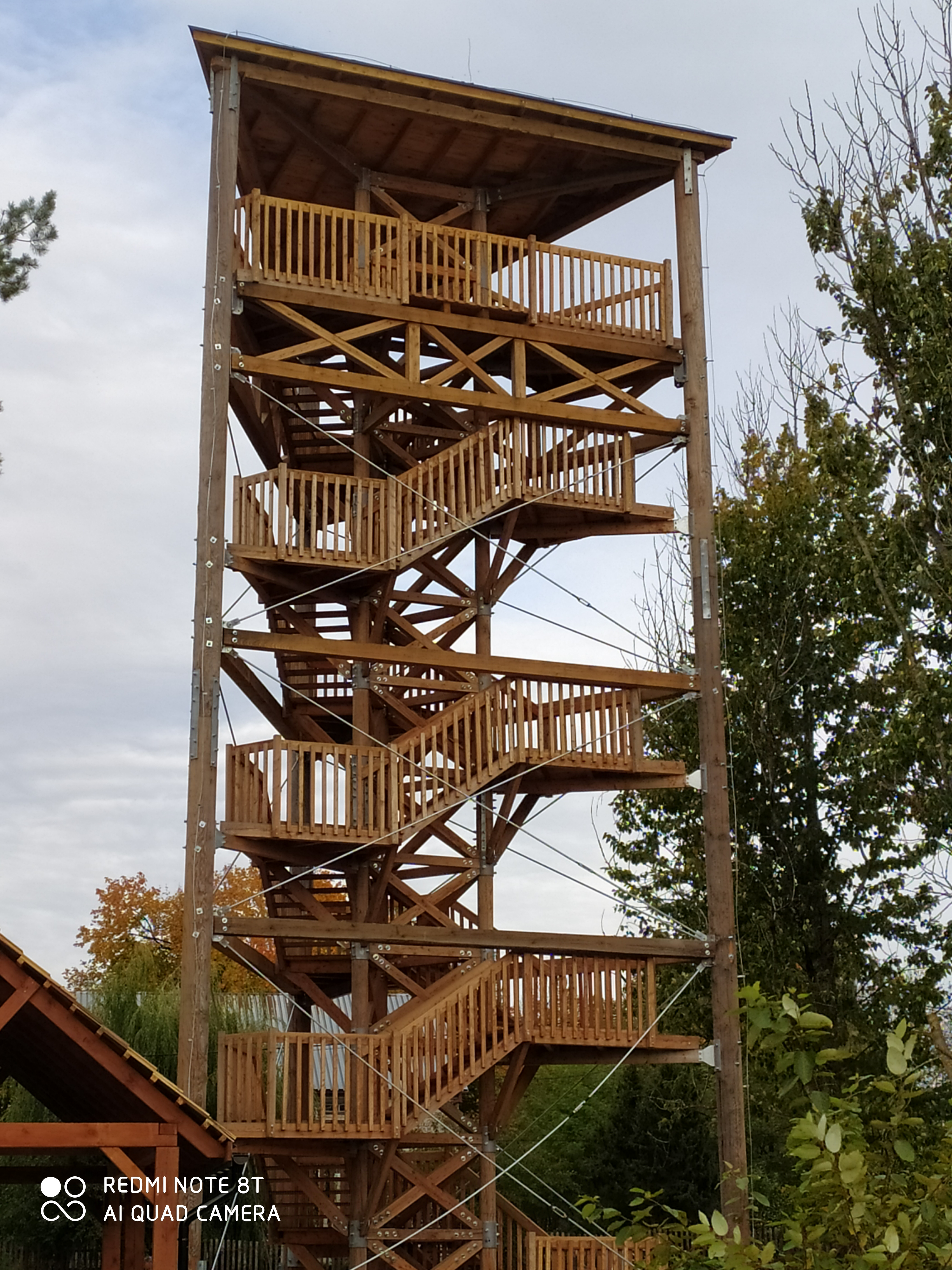
Відокова вежа над річкою Буг. Побудована в 2022 році з проєкту УКРАЇНА-ПОЛЬЩА-БІЛОРУСЬ
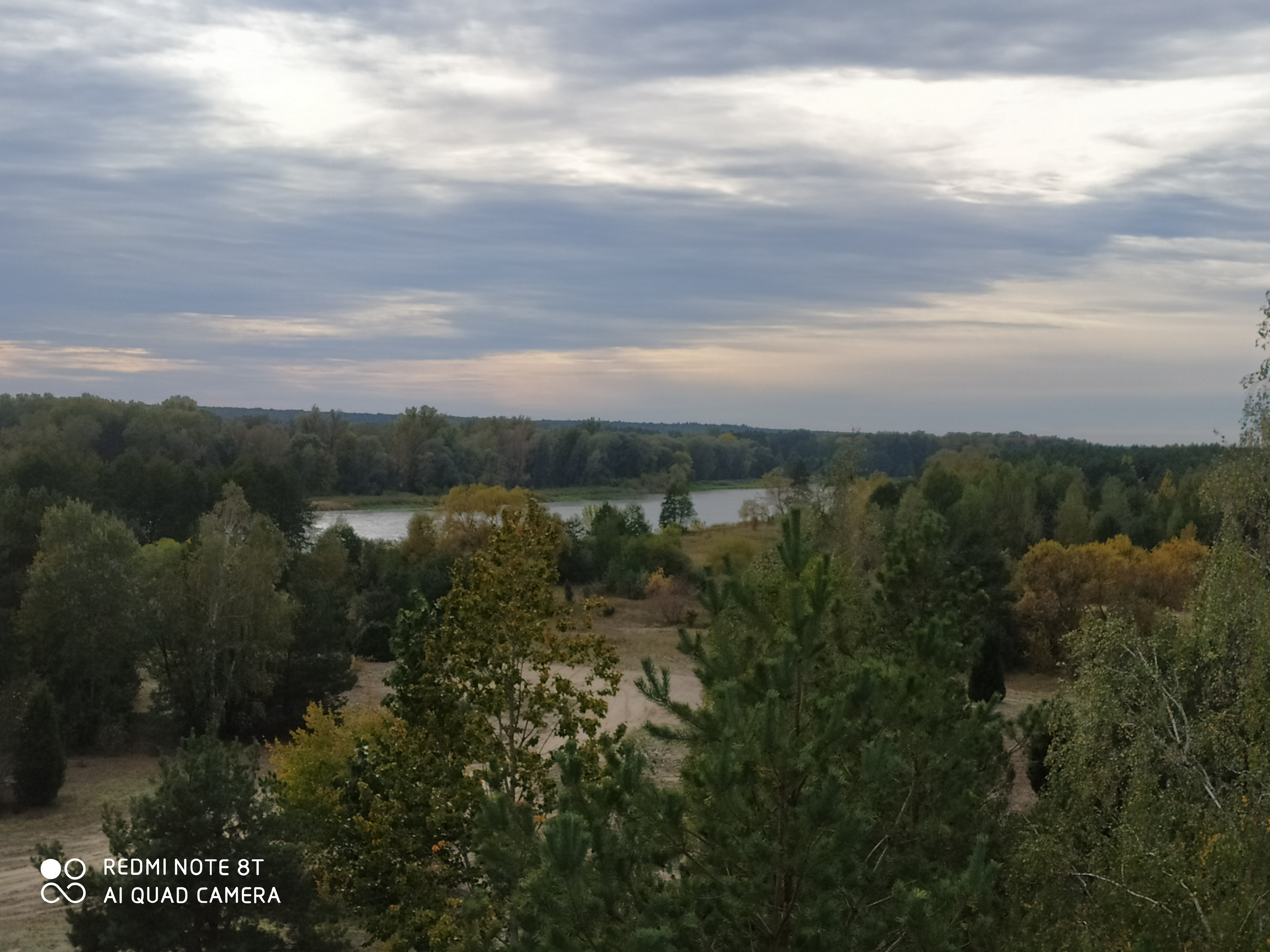
Городники, вид із вежи